# Gravelotte (cours d'eau)
Pour les articles homonymes, voir Gravelotte.
La Gravelotte est une rivière française qui coule dans le département de la Marne en région Grand Est, affluent de la Bruxenelle à Blesmes et un sous-affluent de la Seine par la Marne.

## Géographie
De 11,6 km de longueur

## Hydronymie
De l'oïl gravelle et le suffixe diminutif -otte : « petit sable, petit gravier », pour désigner un « cours d'eau au gravier fin ». 

### Communes traversées
Dans la Marne et en allant vers l'aval
La Veuve ~ Juvigny ~ Vraux  ~  Aigny ~ Condé-sur-Marne.